# Latinus Silvius
Pour les articles homonymes, voir Latinus.
Latinus Silvius (en latin : Lǎtĩnus Silvǐus ; en grec : Λατῖνος Σιλούιος) est le quatrième des rois légendaires d'Albe la Longue (en latin et en italien : Alba Longa), une cité antique fortifiée du Latium située à 20 km au sud-est de Rome à l'emplacement de l'actuel Castel Gandolfo.

## Biographie
Selon la tradition, Latinus Silvius était le fils d'Énée Silvius (Aeneas Silvius) et le petit-fils de Silvius.
Comme tous les Silvii, la famille royale d'Albe la Longue, il descendait de Lavinie (Lāvīnǐa), la fille de Latinus (Lǎtīnus), roi légendaire des Aborigènes (Abǒrīgǐnes).
La filiation de son grand-père Silvius était discutée. Pour certains, Silvius était le fils d'Ascagne ; pour d'autres, son demi-frère. Pour les premiers, Ascagne était le fils d'Énée et de Lavinie ; Silvius, leur petit-fils ; pour les seconds, Ascagne était le fils d'Énée et de sa première épouse, Créuse ; Silvius, celui d'Énée et Lavinie. 
Latinus Silvius succéda à son père à la mort de celui-ci.
Il régna cinquante-et-un ans.
À sa mort, son fils Alba Silvius lui succéda.